# Gordon Lowe

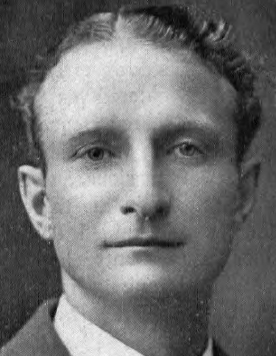
Gordon Lowe

Francis Gordon Lowe, född 21 juni 1884, Edgbaston England, död 17 maj 1972 i London, var en brittisk högerhänt tennisspelare aktiv under 1910-talet.

## Tenniskarriären
Gordon Lowe var den ena av två tennisspelande bröder som båda rankades bland världens 10 bästa spelare på 1910-talet. Som bäst rankades Gordon som världsåtta (1914). Samma år rankades hans bror Arthur som världssjua.
Gordon Lowe är mest bekant för sin singeltitel 1915 i den sista Australiska mästerskapsturneringen före utbrottet av första världskriget. I finalen mötte han den nio år äldre förre australiske singelmästaren Horace Rice, som han besegrade med siffrorna 4-6 6-1 6-1 6-4. I samma turnering nådde han också dubbelfinalen tillsammans med Bert St. John. Motståndarparet, Horace Rice/CV Todd, gick segrande ur mötet med siffrorna 8-6 6-4 7-9 6-3. Sin första dubbelfinal i mästerskapen hade Lowe spelat redan 1912 tillsammans med Alfred Beamish.   
De båda bröderna Gordon och Arthur fortsatte att spela tennis även efter krigsslutet. År 1921 nådde de tillsammans dubbelfinalen i Wimbledonmästerskapen, som de dock förlorade mot Randolph Lycett/Max Woosnam med 3-6, 0-6, 5-7.  
Francis Lowe deltog i det brittiska Davis Cup-laget 1921-22 och 1925. Han spelade totalt 14 matcher av vilka han vann 8.
Den amerikanske tennislegenden Bill Tilden betecknar i sin bok "The Art of Lawn Tennis" bröderna Lowe som de främsta brittiska baslinjespelarna vid den tiden och med nästan identiska spelstilar. Man kunde inte vinna lättförtjänta poäng mot någon av bröderna. Gordon hade enligt Tilden en underskruvad, inte särskilt svårreturnerad serve. Båda bröderna spelade en stilren tennis med topspinslag på både forehand och backhand. De kan, skriver Tilden, besegra viken spelare som helst förutsatt att denne inte har sin bästa dag. Däremot, fortsätter Tilden, kan ingen av bröderna besegra en förstklassig spelare när denne är som bäst.

## Grand Slam-titlar
- Australiska mästerskapen
  - Singel - 1915